# Transnovogvinejski jezici
Transnovogvinejski jezici, porodica papuanskih jezika s otoka Nove Gvineje. Obuhvaća (564) jezika klasificiranih u nekoliko skupina. Po novijoj klasifikaciji neke od ovih skupina vode se kao samostalne porodice▀, a obuhvaća ukupno (477) jezika.
Angan (13):
Asmat-Kamoro (11):
Awin-Pare  (2):
Binandere (13):
Bosavi  (8):
Chimbu-Wahgi (17):
Damal (1): Damal [uhn]
Dem (1): Dem [dem]
Duna-Bogaya (2):
Istočni Kutubu/East Kutubu (2):
Istočnostricklandski/East Strickland (6):
Eleman (7):
Engan  (14):
Finisterre-Huon (61):
Gogodala-Suki (4):
Inland Gulf (7):
Kainantu-Goroka (29):
Kamula (1): Kamula [xla]
Kayagar (3):
Kiwai  (7):
Kolopom (3):
Madang  (106):
Marind  (6):
Mek (7):
Mombum  (2):
Mor (1): Mor [moq]
Moraori (1): Moraori
Ok-Awyu (36):
Oksapmin (1): Oksapmin [opm]
Pawaian (1): Pawaia [pwa]
Južni Bird’s Head/South Bird’s Head/Južnovogelkopski (10)
Jugoistočni papuanski (37)
Tanah Merah (1): tanahmerah [tcm]
Teberan (2)
Tirio (5):
Turama-Kikorian (3):
West (43)
Zapadni Kutubu/West Kutubu (1): fasu [faa]
Wiru (1): Wiru
Ezhnologue 15th  (564)
A. Eleman jezici (7):
a1. Eleman Proper (5) Papua Nova Gvineja:
a. Istočni (2): tairuma, toaripi.
b. Zapadni (3): keuru, opao, orokolo.
a2. Purari (1) Papua Nova Gvineja: purari.
a3. Tate (1) Papua Nova Gvineja: kaki ae.
B. Inland Gulf (4):
b1. Ipiko (1) Papua Nova Gvineja: ipiko.
b2. Minanibai (3) Papua Nova Gvineja: karami, minanibai, mubami.
C. Kaure jezici▀ (4):
c1. Kaure vlastiti (3) Indonezija: kaure, kosadle, narau.
c2. Kapori, Indonezija
D. Kolopom jezici (3) Indonezija: kimaama, ndom, riantana.
E. Madang-Adelbert Range (102):
e1. Adelbert Range (44):
a. Brahman (4): biyom, faita, isabi, tauya.
b. Josephstaal-Wanang (12):
b1. Josephstaal (7) Papua Nova Gvineja:
a. Osum (1): utarmbung.
b. Pomoikan (3): anam, anamgura, moresada.
c. Sikan (2): mum, sileibi.
d. Wadaginam (1): wadaginam.
b2. Wanang (5) Papua Nova Gvineja:
a. Atan (2): atemble, nend.
b. Emuan (2): apali, musak.
c. Paynamar (1): paynamar.
c. Pihom-Isumrud-Mugil (28):
c1. Isumrud (5) Papua Nova Gvineja: 
a. Dimir (1): dimir.
b. Kowan (2): korak, waskia.
c. Mabuan (2): brem, malas.
c2. Mugil (1) Papua Nova Gvineja: bargam,
c3. Pihom (22) Papua Nova Gvineja:
a. Amaimon (1): amaimon.
b. Kaukombaran (4): maia, maiani, mala, miani.
c. Kumilan (3): bepour, mauwake, moere.
d. Numugenan (6): bilakura, parawen, ukuriguma, usan, yaben, yarawata.
e. Omosan (2): kobol, pal.
f. Tiboran (5): kowaki, mawak, musar, pamosu, wanambre.
g. Wasembo (1): wasembo.
e2. Madang (58):
a. Mabuso (29):
a1. Gum (6) Papua Nova Gvineja: amele, bau, gumalu, isebe, panim, sihan.
a2. Hanseman (19) Papua Nova Gvineja: bagupi, baimak, gal, garus, matepi, mawan, mosimo, murupi, nake, nobonob, rapting, rempi, samosa, saruga, silopi, utu, wagi, wamas, yoidik.
a3. Kare (1) Papua Nova Gvineja: kare.
a4. Kokon (3) Papua Nova Gvineja: girawa, kein, munit.
b. Rai Coast (29):
b1. Evapia (5) Papua Nova Gvineja: asas, dumpu, kesawai, sausi, sinsauru.
b2. Kabenau (5) Papua Nova Gvineja: arawum, kolom, lemio, pulabu, siroi.
b3. Mindjim (4) Papua Nova Gvineja: anjam, bongu, Male, sam.
b4. Nuru (7) Papua Nova Gvineja: duduela, jilim, kwato, ogea, rerau, uya, yangulam.
b5. Peka (4) Papua Nova Gvineja: danaru, sop, sumau, urigina.
b6. Yaganon (4) Papua Nova Gvineja: dumun, ganglau, saep, yabong.
F. Main Section jezici (ili Centralni) (317):
f1. Centralna i zapadna (ili Kapauku-Baliem) (267):
a. Angan (13):
a1. Angaatiha, Papua Nova Gvineja
a2. Angan vlastiti (11) Papua Nova Gvineja: akoye, ankave, baruya, hamtai, kamasa, kawacha, menya, safeyoka, simbari, tainae, yagwoia.
a3. Susuami, Papua Nova Gvineja
b. Centralna i južna Nova Gvineja-Kutubuan (74):
b1. Centralna i južna Nova Gvineja (70):
a. Asmat-Kamoro (11) Indonezija/Papua: asmatski s obale kazuarina, buruwai, citak, diuwe, kamberau, kamoro, sempan, sjevernoasmatski, centralnoasmatski, tamnim citak, yaosakor asmat.
b. Awin-Pare (3) Papua Nova Gvineja:  aekyom, kamula, pare.
c. Awyu-Dumut (17) Indonezija/Papua:
c1. Awyu (8): awyu (6 jezika),
a. Aghu (2): aghu, tsakwambo.
c2. Dumut (5): kombai, mandobo atas, mandobo bawah, wambon, wanggom.
c3. Sawi (1) Indonezija/Papua: sawi.
c4. Neklasificirani (3) Indonezija/Papua: ketum, korowai, sjeverni korowai,
d. Bosavi (8) Papua Nova Gvineja: aimele, beami, dibiyaso, edolo, kaluli, kasua, onobasulu, sonia.
e. Duna-Bogaya (2) Papua Nova Gvineja: bogaya, duna.
f. East Strickland (6) Papua Nova Gvineja: fembe, gobasi, konai, kubo, odoodee, samo.
g. Mombum (2) Indonezija/Papua: koneraw, mombum.
h. Momuna▀, danas kao Somahai (2) Indonezija/Papua: momina, momuna.
i. Ok (19; po novijoj klasifikaciji 21):
i1. Nizinski (5) Papua Nova Gvineja, Indonezija/Papua: iwur, južni muyu, ninggerum, sjeverni muyu, yonggom.
i2. Planinski (10) Papua Nova Gvineja, Indonezija/Papua: bimin, faiwol, mian, nakai, ngalum, setaman, suganga, telefol, tifal, urapmin.
i3. Zapadni(3) Indonezija/Papua: burumakok, kopkaka, kwer.
i4. Tangko. Indonezija/Papua
b2. Kutubuan (3):
a. Istok (2): fiwaga, foi.
b. Zapad (1): fasu.
b3. Neklasificirani (1): komyandaret.
c. Dani-Kwerba (22) Indonezija/Papua:
c1. Sjeverni (9):
a. Isirawa (1): isirawa.
b. Kwerba (6): airoran, bagusa, kauwera, kwerba, kwerba mamberamo, trimuris.
c. Massep (1): massep.
d. Samarokena (1): samarokena.
c2. Južni (13):
a. Dani (7): dani (4 jezika), hupla, nggem, walak.
b. Ngalik-Nduga (5): angguruk yali, nduga, ninia yali, pass valley yali, silimo.
c. Wano (1): wano.
d. Dem (1) Indonezija/Papua: dem.
e. East New Guinea Highlands (64) Papua Nova Gvineja:
e1. Centralni (17):
a. Chimbu (7): chuave, dom, golin, kuman, nomane, salt-yui, sinasina.
b. Hagen (4):
b1. Kaugel (3): imbongu, mbo-ung, umbu-ungu.
b2. melpa, Papua Nova Gvineja.
c. Jimi (3): kandawo, maring, narak.
d. Wahgi (3): nii, sjeverni wahgi, wahgi.
e2. Istok-Central (14):
a. Fore (2): fore, gimi.
b. Gahuku-Benabena (4): alekano, benabena, dano, tokano.
c. Gende (1): gende.
d. Kamano-Yagaria (5): inoke-yate, kamano, kanite, keyagana, yagaria.
e. Siane (2): siane, yaweyuha.
e3. Istočni (13):
a. Gadsup-Auyana-Awa (7): agarabi, awa, awiyaana, gadsup, kosena, ontenu, usarufa.
b. Kambaira (1): kambaira.
c. Owenia (1): owenia.
d. Tairora (4): binumarien, južni tairora, sjeverni tairora, waffa.
e4. Kalam (4):
a. Gants (1): gants.
b. Kalam-Kobon (2): kalam, kobon.
c. Neklasificirani (1): tai.
e5. Kenati (1): kenati.
e6. Zapad-Central (14):
a. Angal-Kewa (7): angal, angal enen, angal heneng, erave, istočni kewa, samberigi, zapadni kewa.
b. Enga (6): bisorio, enga, ipili, kyaka, lembena, nete.
c. Huli (1): huli,
e7. Wiru (1): wiru.
f. Gogodala-Suki (4) Papua Nova Gvineja:
f1. Gogodala (3): ari, gogodala, waruna.
f2. Suki (1): suki.
g. Huon-Finisterre (62):
g1. Finisterre (41) Papua Nova Gvineja:
a. Abaga (1): abaga.
b. Erap (11): finongan, gusan, mamaa, munkip, nakama, nek, nimi, nuk, numanggang, sauk, uri.
c. Gusap-Mot (7): iyo, madi, nekgini, neko, ngaing, rawa, ufim.
d. Uruwa (5): nukna, sakam, som, weliki, yau.
e. Wantoat (3): awara, tuma-irumu, wantoat.
f. Warup (8): asaro'o, bulgebi, degenan, forak, guya, gwahatike, muratayak, yagomi.
g. Yupna (6): bonkiman, domung, gabutamon, ma, nankina, yopno.
g2. Huon (21):
a. Istočni (8) Papua Nova Gvineja: borong, dedua, kâte, kube, mape, migabac, momare, sene.
b. Kovai (1) Papua Nova Gvineja: kovai.
c. Zapadni (12) Papua Nova Gvineja: burum-mindik, kinalakna, komba, kumukio, mese, nabak, nomu, ono, selepet, sialum, timbe, tobo.
h. Kayagar (3) Indonezija/Papua: atohwaim, kayagar, tamagario.
i. Mairasi-Tanahmerah (4) Indonezija/Papua:
i1. Mairasi▀ (3): mairasi, mer, semimi.
i2. Tanahmerah (1): tanahmerah.
j. Marind (6):
j1. Boazi (2) Papua Nova Gvineja: kuni-boazi, zimakani.
j2. Marind vlastiti (2) Indonezija/Papua: bian marind, marind.
j3. Yaqay (2) Indonezija/Papua: warkay-bipim, yaqay.
k. Mor (1) Indonezija/Papua: mor.
l. Sentani (4) Indonezija/Papua: 
l1. Demta, Indonezija/Papua
l2. Sentani vlastiti (3): nafri, sentani, tabla.
m. Zapadni Bomberai (3) Indonezija/Papua:
m1. Karas (1): karas.
m2. Zapadni Bomberai vlastiti (2): baham, iha.
n. Wissel Lakes-Kemandoga (6):
n1. Ekari-Wolani-Moni (5): auye, dao, ekari, moni, wolani.
(n2. Uhunduni (1): damal) Samostalna skupina damal.
f2. East New Guinea Highlands (2):
a. piawi▀ (2) Papua Nova Gvineja: haruai, pinai-hagahai.
f3. Istočni (48):
a. Binanderski jezici (11):
a1. Binanderean vlastiti (10): baruga, binandere, doghoro, ewage-notu, gaina, korafe, orokaiva, suena, yekora, zia.
a2. Guhu-Samane (1): guhu-samane.
b. Centralni i Jugoistočni (Jugoistočni papuanski) (37) Papua Nova Gvineja:
b1. Dagan (9): daga, dima, ginuman, kanasi, maiwa, mapena, onjob, turaka, umanakaina.
b2. Goilalan (5): biangai, fuyug, kunimaipa, tauade, weri.
b3. Koiarian (7) Papua Nova Gvineja:
a. Baraic (4): barai, ese, namiae, ömie.
b. Koiaric (3): grass koiari, planinski koiali, koitabu.
b4. Kwalean (3): humene, mulaha, uare.
b5. Mailuan (6): bauwaki, binahari, domu, laua, mailu, morawa.
b6. Manubaran (2): doromu, maria.
b7. Yareban (5) : aneme wake, bariji, moikodi, nawaru, yareba.
G. Molof jezici (1) Indonezija: molof.
H. Morwap jezici (1) Indonezija: elseng.
I. Nimboran jezici▀ (5) Indonezija: gresi, kemtuik, mekwei, mlap, nimboran.
J. Sjeverni (27):
j1. Border▀ (15):
a. Bewani (5) Papua Nova Gvineja: ainbai, kilmeri, ningera, pagi, umeda.
b. Taikat (2) Indonezija/Papua: awyi, taikat.
c. Waris (8) Papua Nova Gvineja: amanab, auwe, daonda, imonda, manem, senggi, sowanda, waris.
j2. Tor (12): 
a. Mawes (1) Indonezija/Papua: mawes.
b. Orya (1) Indonezija/Papua: orya.
c. Tor (9) Indonezija/Papua: berik, bonerif, dabe, itik, keder, kwesten, mander, maremgi, wares.
d. neklasificirani (1) Indonezija/Papua: sause.
K. Oksapmin jezici (1)Papua Nova Gvineja: oksapmin.
[[L. Pauwasi jezici]]▀ (4), sada 5 jezika:
l1. Istočni (2) Indonezija: emumu, yafi; dodan i karkar-yuri
l2. Zapadni (2)Indonwezija: dubu, towei.
M. Senagi jezici▀ (2) Papua Nova Gvineja, Indonezija: angor, dera.
N. South Bird's Head-Timor-Alor-Pantar jezici (33):
n1. South Bird's Head (10):
a. Inanwatan (2) Indonezija/Papua: duriankere, suabo.
b. Konda-Yahadian (2) Indonezija/Papua: konda, yahadian.
c. South Bird's Head vlastiti (6):
c1. Centralni (1) Indonezija/Papua: kokoda.
c2. Istočni (2) Indonezija/Papua: arandai, kemberano.
c3. Zapadni (3) Indonezija/Papua: kaburi, kais, puragi.
n2. Timor-Alor-Pantar (23):
a. Adabe, Istočni Timor.
b. Bunak (1) Istočni Timor: bunak.
c. Fataluku (1) Istočni Timor: fataluku.
d. Kolana (1) Indonezija/Mali sundski otoci: wersing.
e. Makasai-Alor-Pantar (15):
e1. Alor (8) Indonezija/Mali sundski otoci: abui, adang, hamap, kabola, kafoa, kamang, kelon, kui.
e2. Makasai (1) Istočni Timor: makasae.
e3. Pantar (6) Indonezija/Mali sundski otoci: blagar, lamma, nedebang, retta, tereweng, tewa.
f. Maku'a (1) Istočni Timor: maku'a.
g. Oirata (1) Indonezija/Maluku: oirata.
h. Tanglapui (2) Indonezija/Mali sundski otoci: kula, sawila.
O. Teberan-Pawaian jezici (3):
o1. Pawaian (1) Papua Nova Gvineja: pawaia.
o2. Teberan (2) Papua Nova Gvineja: dadibi, folopa.
P. Tofanma jezici (1) Indonezija: tofanma.
Q. Trans-Fly-Bulaka River jezici (38):
q1. Bulaka River (2) Indonezija: maklew, yelmek.
q2. Trans-Fly (35):
a. Eastern Trans-Fly▀ (4) Papua Nova Gvineja, Australija: bine, gizrra, meriam, wipi.
b. Kiwaian (6) Papua Nova Gvineja: bamu, južni kiwai, kerewo, morigi, sjeveroistočni kiwai, waboda.
c. Moraori (1) Indonezija: morori.
d. Morehead and Upper Maro rivers (17):
d1. Nambu (6) Papua Nova Gvineja: nama, namat, nambo, namo, neme, nen.
d2. Tonda (10) Papua Nova Gvineja, Indonezija: arammba, bädi kanum, blafe, guntai, kunja, ngkâlmpw kanum, rema, smärky kanum, sota kanum, wára.
d3. Yey (1) Indonezija: yei.
e. Pahoturi (2) Papua Nova Gvineja: agob, idi.
f. Tirio (5) Papua Nova Gvineja: abom, baramu, bitur, makayam, were.
q3. Waia (1) Papua Nova Gvineja: tabo.
R. Turama-Kikorian jezici (3):
r1. Kairi (1) Papua Nova Gvineja: rumu.
r2. Turama-Omatian (2) Papua Nova Gvineja: ikobi-mena, omati.
S. Usku jezici (1) Indonezija: usku.
T. Mek jezici (7):
t1. Istočni (3) Indonezija: eipomek, ketengban, una.
t2. Zapadni (4) Indonezija: korupun-sela, kosarek yale, nalca, nipsan.
Ethnologue 14th ima na poposu (552) jezika.

## Vanjske poveznice
- Tree for Trans-New Guinea  Arhivirana inačica izvorne stranice od 26. listopada 2008. (Wayback Machine)